# Langesø (Helsingør Kommune)
 For alternative betydninger, se Langesø. (Se også artikler, som begynder med Langesø)
Langesø er en landsby i Nordsjælland med 348 indbyggere  (2024). Langesø er beliggende øst for Esrum Sø og vest for Gurre Sø tre kilometer nord for Tikøb, 12 kilometer vest for Helsingør og 47 kilometer nord for Københavns centrum. Bebyggelsen tilhører Helsingør Kommune og er beliggende i Tikøb Sogn.